# Tisíc dnů mezi námi / Za poledne
Tisíc dnů mezi námi / Za poledne (1984) je jediný singl pražské folkové skupiny Nerez. Vyšel v edici folkových singlů Dostavník pod číslem 21. Singl byl nahrán ve studiu Československého rozhlasu v Hradci Králové v září (Tisíc dnů mezi námi) a v říjnu (Za poledne) 1983.

## Seznam skladeb
1. Tisíc dnů mezi námi (Zdeněk Vřešťál, Vít Sázavský / Zdeněk Vřešťál)
2. Za poledne (Zuzana Navarová)

## Obsazení
- Zuzana Navarová – zpěv sólo, tamburína (1), lusky framboyanu (1), džbánek (2)
- Vít Sázavský – zpěv sólo, kytara
- Zdeněk Vřešťál – zpěv sbor (1), metalofon (1)
- Vladimír Vytiska – kontrabas
- Andrej Kolář – darbuka

## Reedice
- Masopust (1986, 1995) – Tisíc dnů mezi námi
- Ke zdi (1995) – Za poledne
- Nej nej nej (2001) – obě skladby
- …a bastafidli! (2007) – obě skladby
- Vít Sázavský: Nerez - Neřež 1982 - 2007 (2008) – Za poledne

Nahrávka písně Tisíc dnů mezi námi z tohoto singlu vyšla také na sampleru Porta '83 (1984), ačkoliv je v dokumentaci k albu napsáno, že jde o živou nahrávku z Porty. Navíc je na desce vystřižená jedna sloka a refrén.